# Cyrtinus striatus
Cyrtinus striatus là một loài bọ cánh cứng trong họ Cerambycidae.